# Márcia Etelli Coelho
Márcia Etelli Coelho (São Paulo, 3 de maio de 1955) é uma médica escritora brasileira.

## Formação
- Médica formada pela Escola Paulista de Medicina em 1979.[1][2]
- Especialização em Homeopatia[1]
- Aperfeiçoamento em Geriatria[1] e Medicina Preventiva e do Trabalho[2].

## Atividades literárias
Participa das seguintes entidades literárias e culturais:
- União Brasileira de Escritores - Regionais Rio de Janeiro e São Paulo
- Movimento Poético Nacional
- Associação de Jornalistas e Escritoras do Brasil
- Sociedade Brasileira de Médicos Escritores - Regional São Paulo[nota 1]
- Academia Cristã de Letras[3]
- Academia Brasileira de Médicos Escritores.

## Obras publicadas
Médica escritora, poeta, romancista, declamadora, publicou as seguintes obras:
- Corpo espelho d'alma (2001)[5]
- Andarilho - em busca de se encontrar (2003)
- Rastros na areia (2008)
- Os apóstolos do Zodíaco (2010)
- Entre o laço e os nós (2011)
- Indeléveis inspirações (2015)
- Memórias literárias - Sobrames-SP (2018)
- No instante em que li estrelas (2019)
- Em terras distantes li estrelas (2021).

## Apresentações e palestras
- Personagens doentes da literatura - Adaptação e superação, na Academia Rio-pretense de Letras e Cultura[6]

## Prêmios
Já foi agraciada com os seguintes prêmios literários:
- Prêmio Bernardo de Oliveira Martins - Sobrames-SP
- Concurso Anual Literário Abrames (2012 e 2015)
- Feira Nacional do Livro de Ribeirão Preto, 2015
- Prêmio Excelência Literária da Rede de Escritoras Brasileiras - 2013
- Prêmio Personalidade Acadêmica Feminina Abrames - 2014
- Prêmio Rubem Alves, de poesia, na 15ª Feira Nacional do Livro de Ribeirão Preto, 2015.[7]
- Prêmio Aldo Mileetto de melhor desempenho - Sobrames-SP - 2017
- Troféu Imprensa Sem Fronteiras - 2016